# Elie Bechara Haddad
Georges Elie Haddad BS (ur. 28 stycznia 1960 w Abla) – libański duchowny melchicki, od 2007 arcybiskup Sydonu, administrator apostolski sede vacante archieparchii Tyru od 2021.

## Życiorys
Święcenia kapłańskie przyjął 9 lipca 1986 w Zakonie Bazylianów Melkitów Najświętszego Zbawcy. Był m.in. wykładowcą na libańskich uczelniach oraz przewodniczącym trybunału apelacyjnego Kościoła melchickiego.
11 października 2006 Synod Kościoła melchickiego mianował go arcybiskupem Synodu (wybór został zatwierdzony przez papieża Benedykta XVI 27 stycznia 2007). Sakry udzielił mu 24 marca 2007 ówczesny patriarcha Antiochii, Grzegorz III Laham.
31 stycznia 2021 papież Franciszek zatwierdził decyzję o mianowaniu jego administratorem apostolskim sede vacante archieparchii Tyru.